# Митинская (деревня, Московская область)
Митинская — деревня в Шатурском муниципальном районе Московской области. Входит в состав Кривандинского сельского поселения. Население — 15 чел. (2013).

## Расположение
Деревня Митинская расположена в центральной части Шатурского района, расстояние до МКАД порядка 141 км. Высота над уровнем моря 136 м.

## Название
В письменных источниках деревня упоминается как Беспутинская, Митинская.
Название происходит от Митя, разговорной формы личного имени Дмитрий.

## История
Впервые упоминается в писцовой Владимирской книге В. Кропоткина 1637—1648 гг. как деревня Митинская, Беспутинская тож Дубровской волости Владимирского уезда. Деревня принадлежала Льву Кузьмичу Колтовскому, Ивану Яковлевичу Ильину и Ирине Хрущевой.
Последними владельцами деревни перед отменой крепостного права были помещики Рикман и Дементьев.
После отмены крепостного права деревня вошла в состав Семёновской волости.
В советское время деревня входила в Лузгаринский сельсовет.

## Население
| 1868 | 1885 | 1905 | 1926 | 1931 | 1970 |
| ---- | ---- | ---- | ---- | ---- | ---- |
| 239  | ↗321 | ↗438 | ↘314 | ↗445 | ↘72  |
| 1993 | 2002 | 2006 | 2010 | 2011 | 2013 |
| ↘28  | ↘15  | ↗121 | ↘17  | ↘15  | →15  |